# Jan Klaassen de trompetter
Jan Klaassen de trompetter is een lied van Rob de Nijs dat in mei 1973 op single werd uitgebracht. De tekst is van Lennaert Nijgh, de muziek van Boudewijn de Groot. De zanger wordt begeleid door een orkest onder leiding van Bert Paige, die ook het arrangement schreef. Het nummer kwam terecht op het album In de uren van de middag, eveneens uit 1973.

## Historische grondslag
Jan Klaassen is tegenwoordig vooral bekend als de (anti)held van de poppenkast. Volgens het lied zou hij ten tijde van de Tachtigjarige Oorlog trompetter zijn geweest in het leger van prins Willem van Oranje en zich aan het militaire gezag hebben onttrokken, omdat hij niet van vechten hield. In plaats daarvan maakte hij de dochter van de schout het hof en speelde hij om de kinderen te vermaken. In de tekst wordt verwezen naar de historische steden Den Briel en Alkmaar, waar respectievelijk het begin (inname van Den Briel) en het keerpunt (Beleg van Alkmaar) van de opstand van de watergeuzen tegen Filips II van Spanje plaatsvonden. Aan het eind van het lied wordt verteld dat Jan Klaassen op de Mookerheide vermist werd.
Het laatste kan geen betrekking hebben op de slag op de Mookerheide, want die was reeds in 1574. Een soldaat die toen is gesneuveld, kan niet in het leger van Frederik Hendrik (1584-1647) gediend hebben. 
Er bestaan enkele historische figuren, waarop de figuur van Jan Klaassen misschien (losjes) is gebaseerd. 
Jan Klaassen was een veel voorkomende naam in die tijd en het kan puur toeval zijn dat er trompetters met die naam bestaan hebben.
Eén daarvan was vanaf 1641 stadstrompetter in Maastricht. Deze Jan Claessen beklaagde zich in 1643 bij het stadsbestuur dat hij al twee jaar op zijn trompet blies, maar nog steeds niet de bijbehorende rode stadsmantel had ontvangen.
Een andere trompetter met die naam gaf later met zijn vrouw Katrijn poppenkastvoorstellingen. Dat komt ongeveer overeen met de trompetter uit het lied, die voor de kinderen op de trompet speelde.
Toch was de tekst van het lied zeker geen patriottisch of heroïsch eerbetoon aan de Hollandse rebellie maar eerder bedoeld als een ironische aanklacht tegen het leger (inclusief de dienstplicht) en de oorlog in het algemeen. Het vrolijke spotlied was dan ook populair ten tijde van de vredesbeweging in de jaren zeventig en ligt enigszins in de lijn van de protestliederen die Nijgh eerder al schreef tegen onder meer de Vietnamoorlog zoals Welterusten, meneer de president.

## Hitnoteringen

### Nederlandse Top 40
| Jan Klaasen de Trompetter in de Nederlandse Top 40 - binnen 12-05-1973 | Jan Klaasen de Trompetter in de Nederlandse Top 40 - binnen 12-05-1973 | Jan Klaasen de Trompetter in de Nederlandse Top 40 - binnen 12-05-1973 | Jan Klaasen de Trompetter in de Nederlandse Top 40 - binnen 12-05-1973 | Jan Klaasen de Trompetter in de Nederlandse Top 40 - binnen 12-05-1973 | Jan Klaasen de Trompetter in de Nederlandse Top 40 - binnen 12-05-1973 |
| Week                                                                   | 1                                                                      | 2                                                                      | 3                                                                      | 4                                                                      |                                                                        |
| ---------------------------------------------------------------------- | ---------------------------------------------------------------------- | ---------------------------------------------------------------------- | ---------------------------------------------------------------------- | ---------------------------------------------------------------------- | ---------------------------------------------------------------------- |
| Nummer                                                                 | 32                                                                     | 30                                                                     | 40                                                                     | 40                                                                     | uit                                                                    |

### NPO Radio 2 Top 2000
| Nummer met noteringen in de NPO Radio 2 Top 2000 | '00 | '01 | '02  | '03  | '04  | '05  | '06  | '07  | '08  | '09  | '10  | '11  | '12  | '13  |
| ------------------------------------------------ | --- | --- | ---- | ---- | ---- | ---- | ---- | ---- | ---- | ---- | ---- | ---- | ---- | ---- |
| Jan Klaassen de trompetter                       | 993 | 874 | 1176 | 1427 | 1286 | 1296 | 1323 | 1869 | 1407 | 1889 | 1732 | 1712 | 1939 | 1988 |

1. ↑  Een vetgedrukt getal geeft de hoogste notering aan.
2. ↑  2000 was het eerste jaar met een notering voor dit nummer.
3. ↑  Deze tabel is bijgewerkt tot en met de laatste editie (2024).

Alles wat ademt · Avond · De nachtwacht · Élégie prénatale · Het Land van Maas en Waal · Ik doe wat ik doe · Jan Klaassen de trompetter · Liefde van later · Malle Babbe · Prikkebeen · Pastorale · Strand · Testament · Verdronken vlinder · Welterusten, meneer de president